# Hofmansgave
Hofmansgave er en gammel hovedgård, som nævnes første gang i 1483, kaldt Knyle, kaldt Qvitzowsholm fra 1588, kaldt Roseneje fra 1683 og kaldt Bøttigersholm fra 1718. Navnet Hofmansgave er fra 1785. Gården ligger tæt ved den nordvestlige ende af Odense Fjord, i Norup Sogn, Lunde Herred, Nordfyns Kommune. Hovedbygningen er opført i 1784-1787 ved J. C. Seyffert. 
Hofmansgave Gods er på 1100 hektar
- Indgangen til parken
- Efterårsbillede fra parken

## Parken
Der er offentlig adgang til den 7 hektar store park med museum fra 15. maj til 15. oktober fra kl. 9.00 til kl. 16.30.
I parken findes et lille Kartoffelmuseum, som er åbent fra påske til ca. 1. oktober. Der er gratis adgang. 
Parken rummer desuden et mindre, nyrestaureret skitsemuseum, dels med skitser og forstudier af malerinden Ellen Hofman-Bang, dels med en række gipsskulpturer af billedhuggerinden Ausa Hofman-Bang (entré 10 kr.). Åbent fra forår til efterår.

## Ejere af Hofmansgave
- (1483-1510) Anders Drage
- (1510-1588) Forskellige Ejere
- (1588-1610) Frederik Qvitzow
- (1610-1656) Jørgen Qvitzow
- (1656-1677) Birgitte Gjøe gift Qvitzow
- (1677-1683) Erik Qvitzow
- (1683) Christian von Pappenheim
- (1683) Anna Margrethe Eriksdatter Qvitzow gift von Pappenheim
- (1683-1695) Jens Rosenkrantz
- (1695-1697) Beate Sehested gift Rosenkrantz
- (1697-1718) Jørgen Jensen Rosenkrantz
- (1718-1735) Johan Frederik Bøttiger
- (1735-1742) Constance Johansdatter Bøttiger
- (1742-1745) Christen Nøragger
- (1745-1754) Søren Lund
- (1754-1759) Mikkel Lange
- (1759) Enke Fru Lange
- (1759-1760) Christian Mikkelsen Lange
- (1760-1771) Johan D. Mikkelsen Lange
- (1771-1780) Niels Kragh Mikkelsen Lange
- (1780-1783) Johan Frederik von Bardenfleth
- (1783-1785) Niels de Hofman
- (1785-1855) Niels de Hofman-Bang
- (1855-1886) Niels Erik de Hofman-Bang
- (1886-1929) Niels Erik de Hofman-Bang
- (1929-1934) Charlotte Louise Carlsdatter Müller gift de Hofman-Bang
- (1934-1951) Niels Oluf de Hofman-Bang
- (1951) Inger Nielsdatter de Hofman-Bang / Ebba Nielsdatter de Hofman-Bang / Ellen Nielsdatter de Hofman-Bang
- (1951-) Stiftelsen Hofmansgave